# María José Martínez
María José Martínez Sánchez (Iecla, 12 d'agost de 1982) és una extennista professional espanyola.
En el palmarès de la tennista murciana hi ha cinc títols individuals però ha destacat més en dobles femenins, on ha aconseguit 21 títols, la majoria amb Núria Llagostera Vives com a companya. El seu títol més important és el WTA Tour Championships de l'any 2009. Va arribar a la dinovena posició del rànquing mundial individual i cinquena en dobles.

## Carrera
Com a júnior, Martínez Sánchez va guanyar l'Orange Bowl 1999, el torneig de final de temporada per a tennistes júniors.
L'any 2009 fou el més important en la seva carrera amb un total de dos títols individuals i nou en dobles formant parella amb Núria Llagostera Vives. A Bogotà va aconseguir el seu primer títol individual vencent a Gisela Dulko en la final i també va fer doblet aconseguint el títol de dobles. Seguidament va guanyar a Bastad vencent a Caroline Wozniacki en la final. Durant la temporada va arribar a tercera ronda en els quatre Grand Slams. La temporada de dobles va finalitzar de forma espectacular amb el colofó de la Copa Masters 2009 vencent a les dues parelles més importants de la temporada, les germanes Venus i Serena Williams a semifinals i la número u formada per Cara Black i Liezel Huber en la final. La setmana següent també va disputar el Tournament of Champions, la Copa Masters de segona divisió en individuals, però va perdre a semifinals.
Gràcies a la magnífica temporada de dobles de 2009 i al títol de la Copa Masters aconseguit a final d'any, va començar el 2010 amb el millor rànquing de la seva carrera en dobles, el número 5. Aquesta temporada va continuar amb el mateix estat de forma, i fent parella amb Tommy Robredo van guanyar la Copa Hopman, on només va perdre un únic partit que fou en la final. Al maig va aconseguir el seu títol individual més important de llarg, el Torneig de Roma, on va vèncer a Jelena Janković en la final. Amb aquest èxit va entrar al Top 20 del rànquing mundial arribant a la 19a posició. Tanmateix, aquest èxit no va tenir continuïtat i va perdre a primera ronda del Roland Garros a causa d'una lesió. Les lesions van perjudicar tota la segona meitat de la temporada i només va poder guanyar un títol de dobles.

## Palmarès

### Individual: 6 (5−1)
| Abans de 2009                | Després de 2009         |
| ---------------------------- | ----------------------- |
| Grand Slam (0−0)             |                         |
| WTA Tour Championships (0−0) |                         |
| Tier I (0−0)                 | Premier Mandatory (0−0) |
| Tier II (0−0)                | Premier 5 (1−0)         |
| Tier III (0−0)               | Premier (0−0)           |
| Tier IV i V (0−1)            | International (4−0)     |

| Títols per superfície |
| --------------------- |
| Dura (1−0)            |
| Gespa (0−0)           |
| Terra batuda (4−1)    |

| Resultat   | Núm. | Data                   | Torneig              | Superfície   | Oponent                  | Marcador       |
| ---------- | ---- | ---------------------- | -------------------- | ------------ | ------------------------ | -------------- |
| Finalista  | 1.   | 15 de juny de 2008     | Barcelona, Espanya   | Terra batuda | Maria Kirilenko          | 0−6, 2−6       |
| Guanyadora | 1.   | 22 de febrer de 2009   | Bogotà, Colòmbia     | Terra batuda | Gisela Dulko             | 6−3, 6−2       |
| Guanyadora | 2.   | 11 de juliol de 2009   | Bastad, Suècia       | Terra batuda | Caroline Wozniacki       | 7−5, 6−4       |
| Guanyadora | 3.   | 8 de maig de 2010      | Roma, Itàlia         | Terra batuda | Jelena Janković          | 7−6(5), 7−5    |
| Guanyadora | 4.   | 17 de juliol de 2011   | Bad Gastein, Àustria | Terra batuda | Patricia Mayr-Achleitner | 6−0, 7−5       |
| Guanyadora | 5.   | 25 de setembre de 2011 | Seül, Corea del Sud  | Dura         | Galina Voskobóieva       | 7−6(0), 7−6(2) |

### Dobles femenins: 35 (21−14)
| Abans de 2009                | Després de 2009         |
| ---------------------------- | ----------------------- |
| Grand Slam (0−0)             |                         |
| WTA Tour Championships (1−0) |                         |
| Tier I (0−1)                 | Premier Mandatory (0−0) |
| Tier II (0−0)                | Premier 5 (3−2)         |
| Tier III (3−0)               | Premier (3−4)           |
| Tier IV i V (2−5)            | International (9−2)     |

| Títols per superfície |
| --------------------- |
| Dura (7−4)            |
| Gespa (3−1)           |
| Terra batuda (11−9)   |

| Resultat   | Núm. | Data                   | Torneig                             | Superfície   | Parella                | Oponents                               | Marcador            |
| ---------- | ---- | ---------------------- | ----------------------------------- | ------------ | ---------------------- | -------------------------------------- | ------------------- |
| Guanyadora | 1.   | 4 de març de 2001      | Acapulco, Mèxic                     | Terra batuda | A. Medina Garrigues    | V. Ruano Pascual Paola Suárez          | 6−4, 6−7(5), 7−5    |
| Guanyadora | 2.   | 8 d'abril de 2001      | Porto, Portugal                     | Terra batuda | A. Medina Garrigues    | Alexandra Fusai Rita Grande            | 6−1, 6−7(5), 7−5    |
| Guanyadora | 3.   | 6 de maig de 2001      | Bol, Croàcia                        | Terra batuda | A. Medina Garrigues    | Nàdia Petrova Tina Pisnik              | 7−5, 6−4            |
| Finalista  | 1.   | 16 de juliol de 2001   | Palerm, Itàlia                      | Terra batuda | A. Medina Garrigues    | Tathiana Garbin Janette Husárová       | 6−4, 2−6, 4−6       |
| Finalista  | 2.   | 29 de juliol de 2001   | Casablanca, Marroc                  | Terra batuda | María Emilia Salerni   | Lubomira Bacheva Åsa Svensson          | 3−6, 7−6(4), 1−6    |
| Guanyadora | 4.   | 5 d'agost de 2001      | Basilea, Suïssa                     | Terra batuda | A. Medina Garrigues    | Joannette Kruger Marta Marrero         | 7−6(5), 6−2         |
| Finalista  | 3.   | 11 d'agost de 2002     | Espoo, Finlàndia                    | Terra batuda | Eva Bes-Ostariz        | Svetlana Kuznetsova A. Sánchez Vicario | 3−6, 7−6(5), 3−6    |
| Finalista  | 4.   | 13 de juliol de 2003   | Palerm (2)                          | Terra batuda | Arantxa Parra Santonja | Adriana Serra Zanetti Emily Stellato   | 4−6, 2−6            |
| Guanyadora | 5.   | 6 de maig de 2008      | Acapulco (2)                        | Terra batuda | Núria Llagostera Vives | Iveta Benešová Petra Cetkovská         | 6−2, 6−4            |
| Finalista  | 5.   | 11 de maig de 2008     | Berlín, Alemanya                    | Terra batuda | Núria Llagostera Vives | Cara Black Liezel Huber                | 6−3, 2−6, [2−10]    |
| Finalista  | 6.   | 15 de juny de 2008     | Barcelona, Espanya                  | Terra batuda | Núria Llagostera Vives | L. Domínguez Lino A. Parra Santonja    | 6−4, 5−7, [4−10]    |
| Guanyadora | 6.   | 21 de febrer de 2009   | Bogotà, Colòmbia                    | Terra batuda | Núria Llagostera Vives | Gisela Dulko Flavia Pennetta           | 7−5, 3−6, [10−7]    |
| Guanyadora | 7.   | 21 de febrer de 2009   | Acapulco (3)                        | Terra batuda | Núria Llagostera Vives | L. Domínguez Lino A. Parra Santonja    | 6−4, 6−2            |
| Guanyadora | 8.   | 19 d'abril de 2009     | Barcelona, Espanya                  | Terra batuda | Núria Llagostera Vives | Sorana Cîrstea Andreja Klepač          | 3−6, 6−2, [10−8]    |
| Finalista  | 7.   | 11 de juliol de 2009   | Bastad, Suècia                      | Terra batuda | Núria Llagostera Vives | Gisela Dulko Flavia Pennetta           | 2−6, 6−0, [5−10]    |
| Guanyadora | 9.   | 19 de juliol de 2009   | Palerm, Itàlia                      | Terra batuda | Núria Llagostera Vives | Maria Korítseva Darya Kustova          | 6−1, 6−2            |
| Finalista  | 8.   | 16 d'agost de 2009     | Cincinnati, Estats Units            | Dura         | Núria Llagostera Vives | Cara Black Liezel Huber                | 3−6, 6−0, [2−10]    |
| Guanyadora | 10.  | 23 d'agost de 2009     | Toronto, Canadà                     | Dura         | Núria Llagostera Vives | Samantha Stosur Rennae Stubbs          | 2−6, 7−5, [11−9]    |
| Guanyadora | 11.  | 29 d'agost de 2009     | New Haven, Estats Units             | Dura         | Núria Llagostera Vives | Iveta Benešová Lucie Hradecká          | 6−2, 7−5            |
| Guanyadora | 12.  | 1 de novembre de 2009  | WTA Tour Championships, Doha, Qatar | Dura         | Núria Llagostera Vives | Cara Black Liezel Huber                | 7−6(0), 5−7, [10−7] |
| Guanyadora | 13.  | 2 de febrer de 2010    | Dubai, Emirats Àrabs Units          | Dura         | Núria Llagostera Vives | Květa Peschke Katarina Srebotnik       | 7−6(5), 6−4         |
| Finalista  | 9.   | 9 de maig de 2010      | Roma, Itàlia                        | Terra batuda | Núria Llagostera Vives | Gisela Dulko Flavia Pennetta           | 4−6, 2−6            |
| Finalista  | 10.  | 23 d'octubre de 2010   | Moscou, Rússia                      | Dura (i)     | Sara Errani            | Gisela Dulko Flavia Pennetta           | 3−6, 6−2, [6−10]    |
| Guanyadora | 14.  | 20 de febrer de 2011   | Dubai (2)                           | Dura         | Liezel Huber           | Květa Peschke Katarina Srebotnik       | 7−6(5), 6−3         |
| Guanyadora | 15.  | 9 de juliol de 2011    | Bastad, Suècia                      | Terra batuda | Lourdes Domínguez Lino | N. Llagostera Vives A. Parra Santonja  | 6−3, 6−3            |
| Guanyadora | 16.  | 23 de juny de 2012     | Eastbourne, Regne Unit              | Gespa        | Núria Llagostera Vives | Liezel Huber Lisa Raymond              | 6−4, retirada       |
| Guanyadora | 17.  | 19 de juny de 2016     | Mallorca, Espanya                   | Gespa        | Gabriela Dabrowski     | Anna-Lena Friedsam Laura Siegemund     | 6−4, 6−2            |
| Guanyadora | 18.  | 23 de setembre de 2017 | Tòquio, Japó                        | Dura (i)     | Andreja Klepač         | Daria Gavrilova Dària Kassàtkina       | 6−3, 6−2            |
| Finalista  | 11.  | 6 de gener de 2018     | Brisbane, Austràlia                 | Dura         | Andreja Klepač         | Kiki Bertens Demi Schuurs              | 5−7, 2−6            |
| Finalista  | 12.  | 18 de febrer de 2018   | Doha, Qatar                         | Dura         | Andreja Klepač         | Gabriela Dabrowski Jeļena Ostapenko    | 3−6, 3−6            |
| Finalista  | 13.  | 8 d'abril de 2018      | Charleston, Estats Units            | Terra batuda | Andreja Klepač         | Alla Kudryavtseva Katarina Srebotnik   | 3−6, 3−6            |
| Guanyadora | 19.  | 24 de juny de 2018     | Mallorca (2)                        | Gespa        | Andreja Klepač         | Lucie Šafářová Barbora Štefková        | 6−1, 3−6, [10−3]    |
| Guanyadora | 20.  | 3 de maig de 2019      | Rabat, Marroc                       | Terra batuda | Sara Sorribes Tormo    | G. García Pérez Oksana Kalashnikova    | 7−5, 6−1            |
| Finalista  | 14.  | 23 de juny de 2019     | Mallorca                            | Gespa        | Sara Sorribes Tormo    | Kirsten Flipkens Johanna Larsson       | 2−6, 4−6            |
| Guanyadora | 21.  | 23 d'agost de 2019     | Bronx, Estats Units                 | Dura         | Darija Jurak           | Margarita Gasparyan Monica Niculescu   | 7−5, 2−6, [10−7]    |

### Equips: 1 (1−0)
| Resultat   | Núm. | Data               | Torneig                       | Superfície | Parella       | Oponents                 | Marcador |
| ---------- | ---- | ------------------ | ----------------------------- | ---------- | ------------- | ------------------------ | -------- |
| Guanyadora | 1.   | 9 de gener de 2010 | Copa Hopman, Perth, Austràlia | Dura       | Tommy Robredo | Andy Murray Laura Robson | 2−1      |

## Trajectòria

### Individual
| Open d'Austràlia | A   | 1R          | 1R          | A           | A   | A           | A           | A           | Q2 | 3R          | 2R          | 2R          | A   | Q1  | 0 / 5   | 4 – 5   |
| Roland Garros | A   | 1R          | Q1          | A           | A   | A           | A           | Q2          | 1R | 3R          | 1R          | 2R          | 3R  | A   | 0 / 6   | 5 – 6   |
| Wimbledon | A   | 1R          | A           | A           | A   | A           | Q3          | Q1          | 3R | 1R          | A           | 3R          | 1R  | A   | 0 / 5   | 4 – 5   |
| US Open | Q   | 1R          | A           | A           | A   | A           | 1R          | Q2          | 1R | 3R          | 2R          | 1R          | 2R  | A   | 0 / 7   | 4 – 7   |
| Jocs Olímpics | A   | No celebrat | No celebrat | No celebrat | A   | No celebrat | No celebrat | No celebrat | 2R | No celebrat | No celebrat | No celebrat | 2R  | NC  | 0 / 2   | 2 – 2   |
| Rànquing a final d'any | 329 | 153         | 92          | 278         | 348 | 397         | 109         | 173         | 92 | 27          | 28          | 35          | 161 | 532 | 15 – 22 | 15 – 22 |
| Llegenda: G: Guanyadora; F: Finalista; SF: Semifinalista; QF: Quarts de final; Q: Qualificació; A: Absent; RR: Round Robin |     |             |             |             |     |             |             |             |    |             |             |             |     |     |         |         |

### Dobles femenins
| Open d'Austràlia | A           | 2R          | 1R          | A   | A           | A           | A           | A  | QF          | 3R          | 2R          | A  | 3R          | A           | A           | 1R | 3R          | 1R          | QF          | 0 / 10    | 14 – 10   |
| Roland Garros | 1R          | 2R          | 1R          | A   | A           | A           | 3R          | QF | 1R          | SF          | 3R          | SF | 1R          | A           | 1R          | 2R | 3R          | QF          | 2R          | 0 / 15    | 23 – 15   |
| Wimbledon | 1R          | A           | A           | A   | A           | 3R          | 2R          | QF | QF          | A           | 2R          | QF | A           | A           | 2R          | 2R | 3R          | 3R          | A           | 0 / 11    | 19 – 11   |
| US Open | 1R          | A           | A           | A   | A           | 2R          | A           | 2R | QF          | 1R          | 3R          | SF | A           | A           | A           | 1R | QF          | 1R          | 1R          | 0 / 11    | 14 – 11   |
| Jocs Olímpics | No celebrat | No celebrat | No celebrat | A   | No celebrat | No celebrat | No celebrat | 1R | No celebrat | No celebrat | No celebrat | 2R | No celebrat | No celebrat | No celebrat | A  | No celebrat | No celebrat | No celebrat | 0 / 2     | 1 – 2     |
| WTA Championships | A           | A           | A           | A   | A           | A           | A           | A  | G           | A           | A           | A  | A           | A           | A           | A  | QF          | A           | A           | 1 / 2     | 2 – 1     |
| Rànquing a final d'any | 189         | 40          | 79          | 112 | 131         | 62          | 108         | 30 | 6           | 15          | 21          | 15 | 129         | −           | 115         | 42 | 24          | 18          | 34          | 491 – 259 | 491 – 259 |
| Llegenda: G: Guanyadora; F: Finalista; SF: Semifinalista; QF: Quarts de final; Q: Qualificació; A: Absent; RR: Round Robin |             |             |             |     |             |             |             |    |             |             |             |    |             |             |             |    |             |             |             |           |           |